# 基奥索夸
基奥索夸（Keosauqua）是美国艾奥瓦州范布伦县的城市，是范布伦县的县城， 2010年人口普查时人口为1006人。